# Šošůvka
Šošůvka (in tedesco Schoschuwka) è un comune della Repubblica Ceca facente parte del distretto di Blansko, in Moravia Meridionale.